# Улангомская культура
Улангомская культура (по терминологии А. П. Деревянко чандманьская) — археологическая культура V—III в. до н. э. скифо-сибирского облика на территории Северо-Западной Монголии. Культура выделена в ходе советско-монгольской экспедиции в 1972—1974 гг., материалы которой опубликованы Э. А. Новгородовой в 1989 г. Оставлена населением европеоидно-монголоидного облика.
Вместе с тем, Н. Н. Мамонова отмечала, что среди останков встречаются черепа, на которых монголоидные особенности выражены довольно чётко. Сравнительный анализ мужских и женских черепов позволил ей сделать вывод о том, что доля монголоидности в женской группе выражена значительно сильнее, чем в мужской. Присутствие монголоидных черт в европеоидном типе погребённых свидетельствовало, по её мнению, о том, что в этот период происходило смешение двух антропологических типов древнего населения Монголии. Данная информация имеет большое значение для изучения этнических контактов между населением культуры, оставившей Улангомский могильник, и культуры плиточных могил в скифское время.
Встречены захоронения двух типов — в срубах и в каменных ящиках. В погребениях имеются сосуды, глиняные и деревянные. Инвентарь погребений говорит о сложении улангомской культуры на базе предшествующей карасукской культуры.